# ガストン・ブルグマン
ガストン・ブルグマン・ドゥアルテ（Gastón Brugman Duarte, 1992年9月7日 - ）は、ウルグアイ・コロニア県ロサリオ出身のサッカー選手。メジャーリーグサッカー・ロサンゼルス・ギャラクシー所属。ポジションはミッドフィールダー。

## クラブ経歴
2007年にイタリアに渡り、エンポリFCのプリマヴェーラに入所。2011-12シーズンにトップチームに昇格し、セリエBでプロデビューし、同シーズンは20試合に出場。
2012年夏、デルフィーノ・ペスカーラ1936に移籍。2012-13シーズンはセリエAでプレーしたものの最下位に終わり、1年でセリエBに降格。以降はFCグロッセートSSDなどへのローン移籍も経験した。
2019年8月1日、パルマ・カルチョ1913と3年契約を締結した。
2021年9月1日、レアル・オビエドへの1年間のローン移籍が発表された。
2022年7月6日、ロサンゼルス・ギャラクシーと3年半契約を締結した。